# 贝格利希特
贝格利希特是德国莱茵兰-普法尔茨州的一个市镇。总面积7.55平方公里，总人口458人，其中男性227人，女性231人（2011年12月31日），人口密度61人/平方公里。